# Spiradiclis xizangensis
Spiradiclis xizangensis är en måreväxtart som beskrevs av Hsien Shui Lo. Spiradiclis xizangensis ingår i släktet Spiradiclis och familjen måreväxter.
Artens utbredningsområde är Tibet. Inga underarter finns listade i Catalogue of Life.